# Curimopsis nigrita
Curimopsis nigrita är en skalbaggsart som först beskrevs av Mary E. Palm 1934.  Curimopsis nigrita ingår i släktet Curimopsis, och familjen kulbaggar. Arten är reproducerande i Sverige.